# Choja
Choja is een plaats in het Poolse district  Siedlecki, woiwodschap Mazovië. De plaats maakt deel uit van de gemeente Zbuczyn en telt 160 inwoners.